# Міагра самоанська
Міа́гра самоанська (Myiagra albiventris) — вид горобцеподібних птахів родини монархових (Monarchidae). Ендемік Самоа.

## Опис
Довжина птаха становить 15 см. У самців верхня частина тіла чорна, блискуча, нижня частина тіла біла, горло і груди рудувато-каштанові. У самиць верхня частина тіла світліша, горло блідіше, руда пляма на горлі менша. Лапи і дзьоб чорні.

## Поширення і екологія
Самоанські міагри мешкають на островах Саваї і Уполу. Вони живуть в тропічних і мангрових лісах та в садах.

## Збереження
МСОП вважає стан збереження цього виду близьким до загрозливого. За оцінками дослідників, популяція самоанських міагр становить близько 1500–7000 птахів. Їм загрожує знищення природного середовища.